# 维尔代甘加朗
维尔代甘加朗（法語：Vildé-Guingalan，法語發音：[vilde ɡɛ̃ɡalɑ̃]）是法国阿摩尔滨海省的一个市镇，位于该省东部，属于迪南区。

## 地理
维尔代甘加朗（48°26'16"N, 2°9'31"W）面积7.35 平方千米，位于法国布列塔尼大區阿摩尔滨海省，该省份为法国西北部沿海省份，位于布列塔尼半岛北部，北濒大西洋英吉利海峡，西接菲尼斯泰尔省，南至莫尔比昂省，东临伊勒-维莱讷省。
与维尔代甘加朗接壤的市镇（或旧市镇、城区）包括：科尔瑟勒、欧卡勒克、拉朗代克、圣莫代、特雷贝当、特雷利旺。

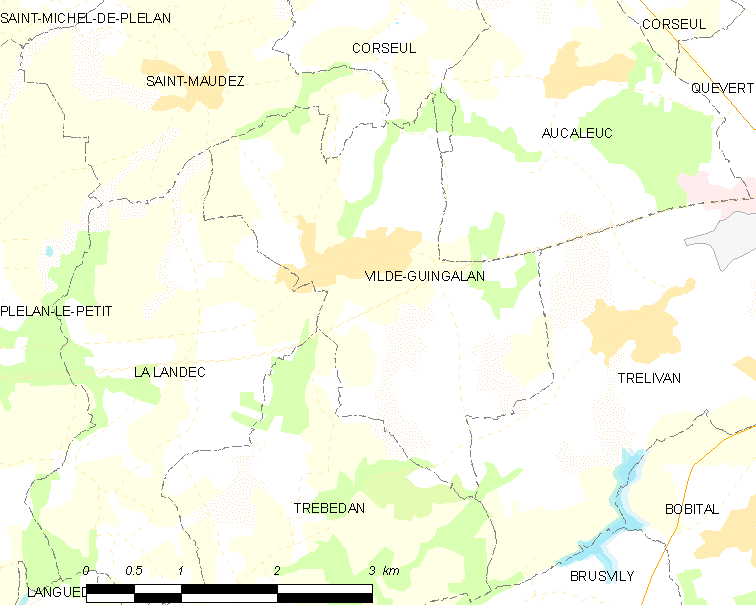
维尔代甘加朗的OSM定位图

维尔代甘加朗的时区为UTC+01:00、UTC+02:00（夏令时）。

## 行政
维尔代甘加朗的邮政编码为22980，INSEE市镇编码为22388。

## 政治
维尔代甘加朗所属的省级选区为迪南县。

## 人口

1962-2008年间维尔代甘加朗人口变化图示

维尔代甘加朗于2022年1月1日时的人口数量为1294人。